# Römergrab in Efferen

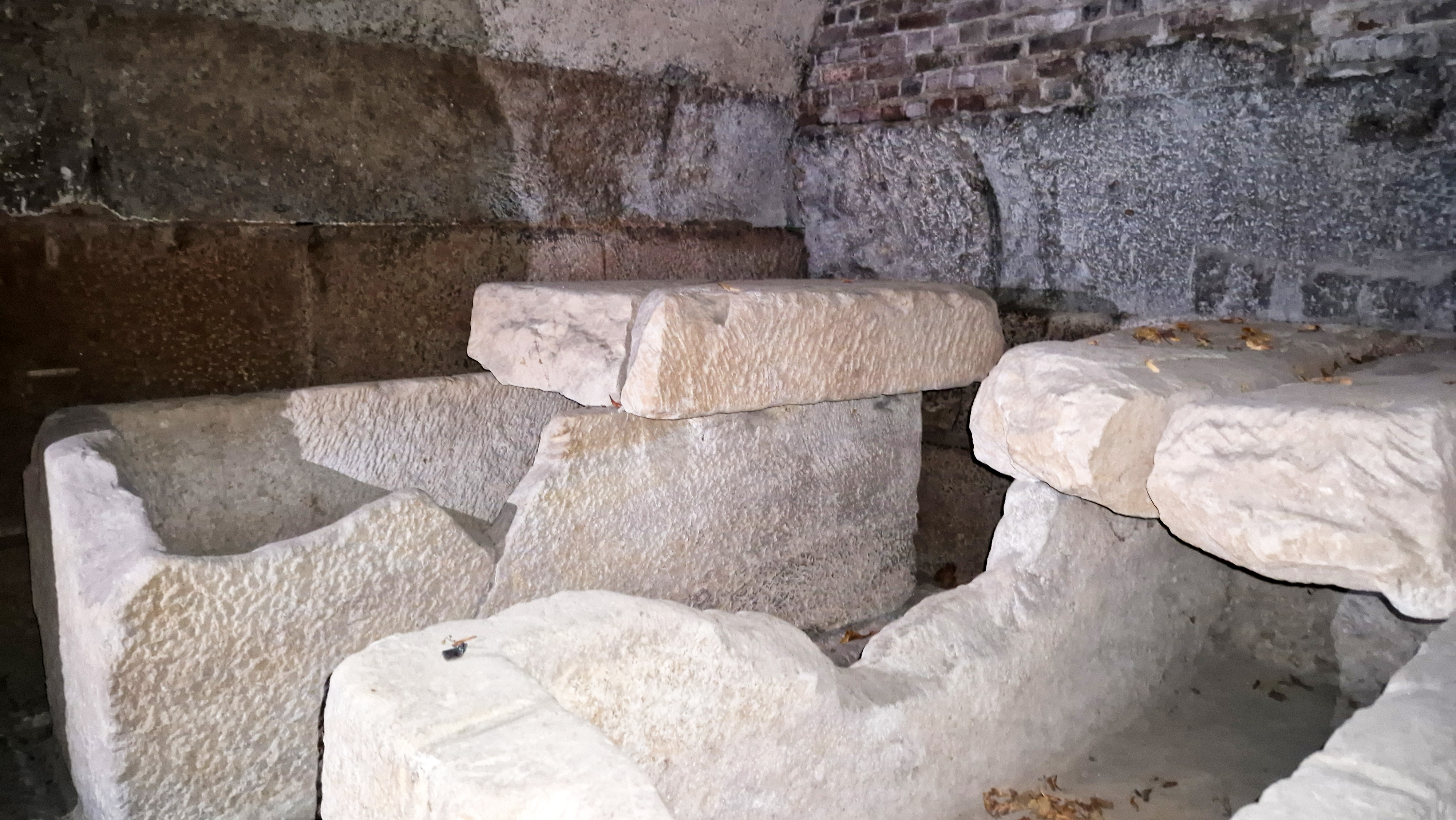
Römisches Doppelgrab von Efferen

Das Römergrab in Efferen ist eine römische Grabkammer in Hürth aus dem 3. bis 4. Jahrhundert n. Chr.

## Fundgeschichte und Erhaltung
Die Grabkammer wurde 1899 beim Bau eines Stationsgebäudes der Vorgebirgsbahn zufällig entdeckt. Der Fundplatz liegt nur wenige Meter von der Luxemburger Straße, der antiken Römerstraße Trier–Köln – heute nach ihrem Erbauer Agrippa-Straße Trier–Köln genannt –, entfernt.
Von der Kammer war noch der untere Teil mit zwei Sarkophagen erhalten. Auf der Wand setzt in einer Höhe von 1,47 m ein Gewölbe an, für den abgegangenen oberen Teil lässt sich eine Scheitelhöhe von etwa 3,25 m errechnen.
Nach der Ausgrabung wurde der obere Bereich der Grabkammer neu aufgemauert. Sie ist unter dem ehemaligen Stationsgebäude erhalten und kann besichtigt werden.

## Archäologischer Befund
Die Kammer besteht aus einem beinahe quadratischen Innenraum mit ca. 3,70 m Seitenlänge. Der Boden besteht ebenso wie das Tonnengewölbe aus Tuffquadern, die Wände aus Sandsteinblöcken. Beim Steinmaterial handelt es sich teilweise um Spolien, die aus älteren Gebäuden stammen. Die beiden Sarkophage sind aus weißem Sandstein gefertigt. Die Deckel sind bereits vor der Ausgrabung wahrscheinlich von Grabräubern zerstört worden. Außer einem Schädel und wenigen Knochen war kein Inhalt vorhanden, mögliche Grabbeigaben wurden nicht mehr gefunden. Beide Steinsärge stehen auf niedrigen Sockeln.
Vom ehemaligen Zugang ist ein ca. 3,70 m langes Teilstück erhalten. Eine Tür mit einer Breite von 90 cm ermöglichte es, die Kammer zu verschließen. An den Türwangen finden sich noch die Befestigungslöcher für die Türangeln und einen Riegel. Die Steinsärge sind breiter als die Tür. Sie müssen daher bereits während der Bauzeit über eine Rampe im Bereich der später errichteten Tür in die noch unfertige Kammer hinein geschoben worden sein.
Zu weiteren römischen Funden siehe Römer in Hürth.

## Vergleiche
Aus Köln und dem Umland der Colonia Claudia Ara Agrippinensium sind mehrere römische Grabkammern bekannt. Die bekannteste ist wohl das Römergrab Köln-Weiden.